# Holbav (okręg Braszów)
Holbav – wieś w Rumunii, w okręgu Braszów, w gminie Holbav. W 2011 roku liczyła 1309 mieszkańców.